# Eupithecia lineisdistincta
Eupithecia lineisdistincta es una especie de polilla de la familia Geometridae. La especie fue descrita por primera vez por András Mátyás Vojnits habiendo sido descrita en 1981, con distribución en Nepal. Por su morfología genital, pertenece al grupo de especies Eupithecia haworthiata.

## Descripción
Posee alas anteriores bastante romas y anchas, de color gris o gris oscuro, con numerosas líneas transversales onduladas y oscuras muy distintivas. Presenta un punto discal pequeño, estrecho y oblicuo. El ala posterior es más pálida, blanquecina, pero gris oscuro en el margen anal. Es una polilla bivoltina. Se la ha registrado en altitudes de entre 3100 a 3500 metros (10 170,6 a 11 482,9 pies) en el Himalaya. Sus características morfológicas y colores hacen improbable su confusión con otras especies asiáticas de Eupithecia.: 13 